# Distoleon formosus
Distoleon formosus is een insect uit de familie van de mierenleeuwen (Myrmeleontidae), die tot de orde netvleugeligen (Neuroptera) behoort. 
Distoleon formosus is voor het eerst wetenschappelijk beschreven door Hölzel in 1972.